# Річка Сар
Річка Сар (ісп. Río Sar) — права притока річки Улла.

Протікає через місто Сантьяго-де-Компостела, в провінції Ла-Корунья, автономії Галісія (Іспанія). Має протяжність 42 км.

## Напрямок
Починається на висоті 335 м, прямо біля тунелю Sionlla AVE, поруч зі знаком, що вказує на тунель, на схилі в напрямку Сантьяго. Старші люди Аміо знали цей тунель як тунель Miñata, після його створення. Далі прямує до Аміо та проходить через парафії Сар, Конксо та Лараньо. Потім річка протікє через муніципалітет Амес і протікає через його муніципальну столицю Бертаміранс. Також протікає через Бріон, де утворює теплу долину Махія з сусіднім муніципалітетом Амес. Річка протікає так званим Росаліанським маршрутом, перетинаючи частину муніципалітету Ройс і, нарешті, закінчується в парафії Ірія Флавія (Падрон). Ділянка річки Сар включена до мережі Natura 2000 (охоронна діляка біорізноманіття Євро Союзу).
Соборна церква Санта-Марія-дель-Сар, оголошена культурним інтересом у 1895 році, розташована на березі цієї річки, яка проходить через місто Сантьяго-де-Компостела.
У 2005 році відбулися акції протесту проти Міні Централу з Сільвути на річці Сар.
У 2020 році в річці було знайдено різьблення Діви Марії, імовірно, 14 століття.

## Галерея

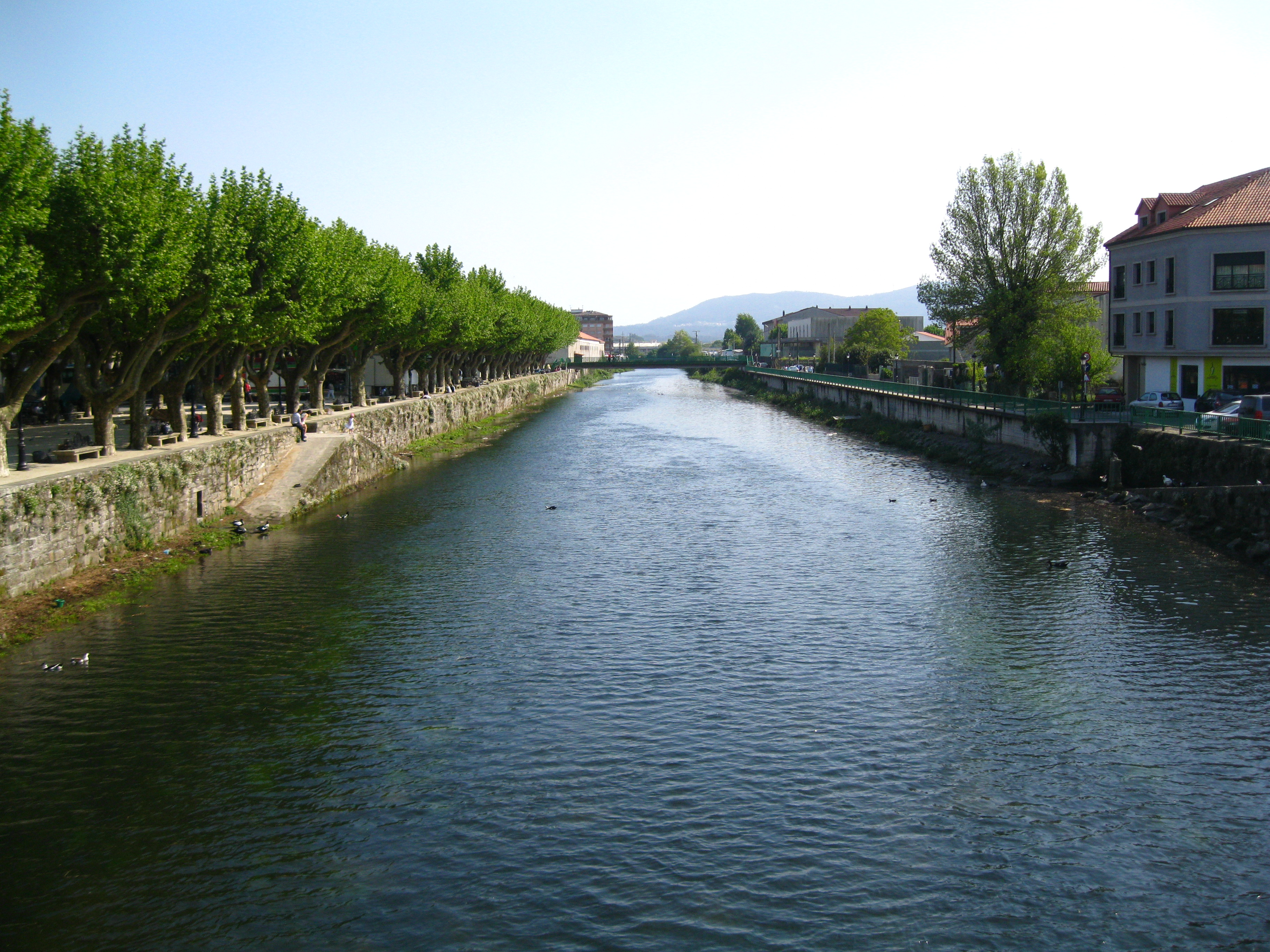
в Падрон
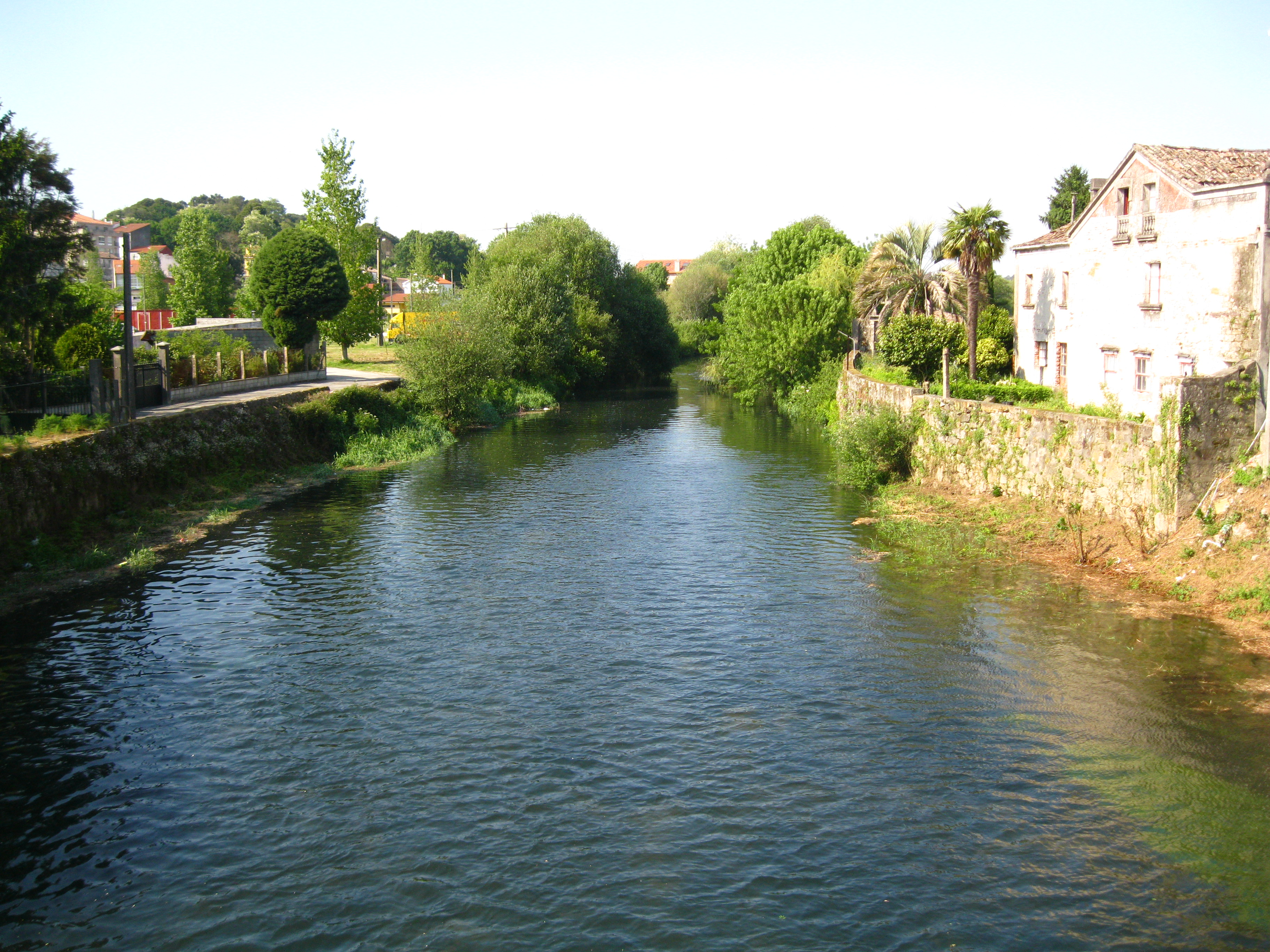
в Падрон
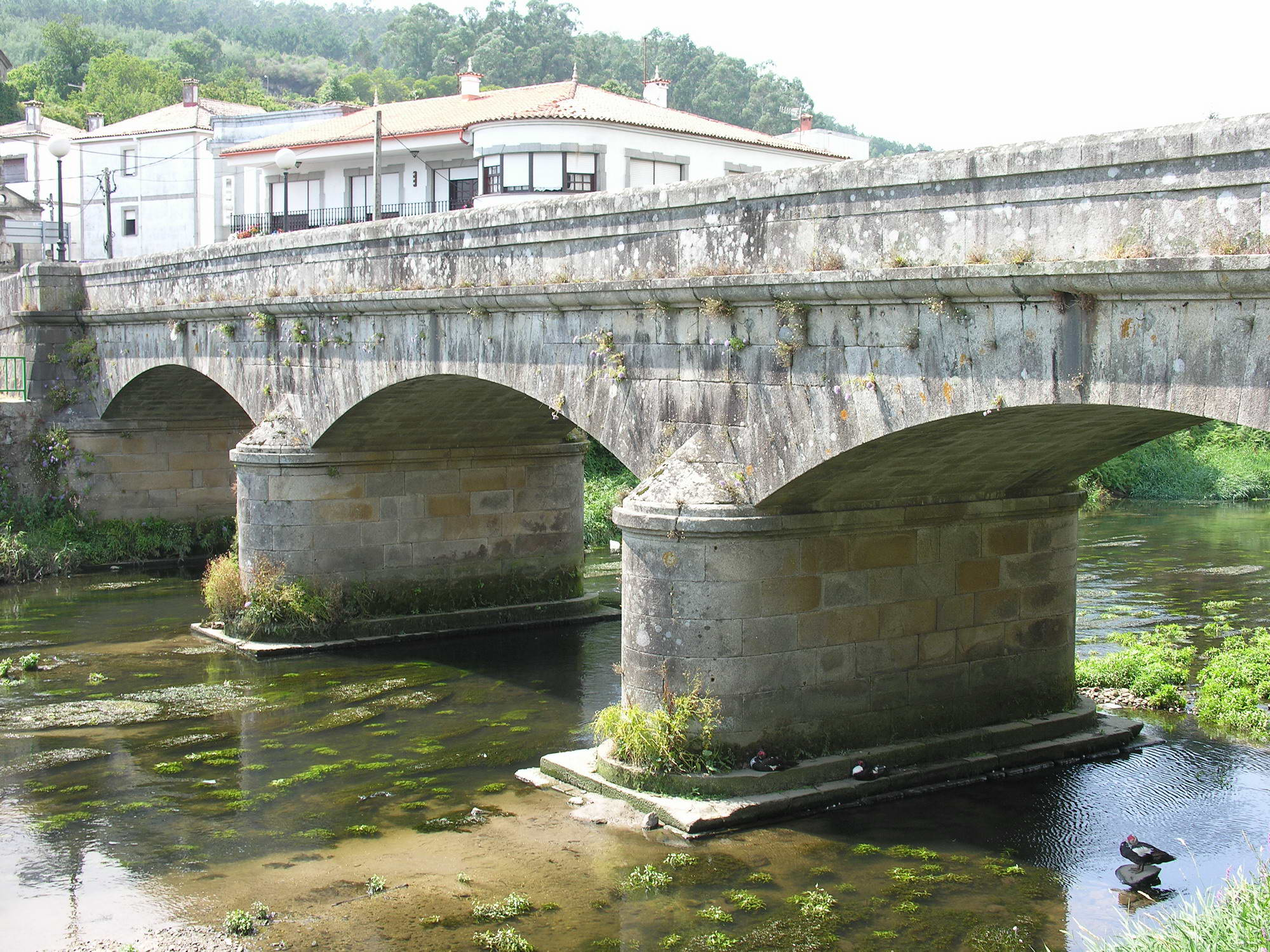
Міст в Падрон
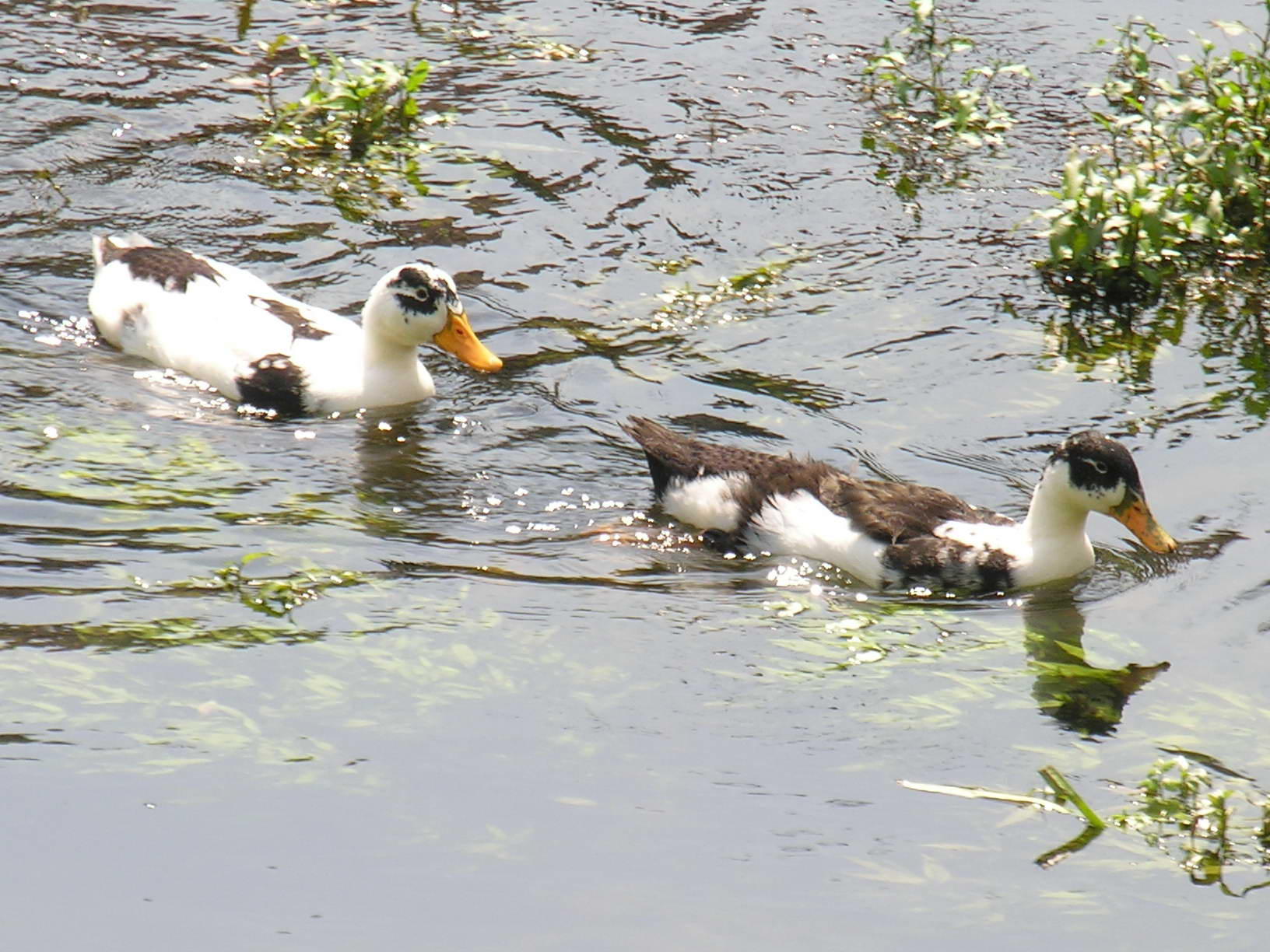
качки
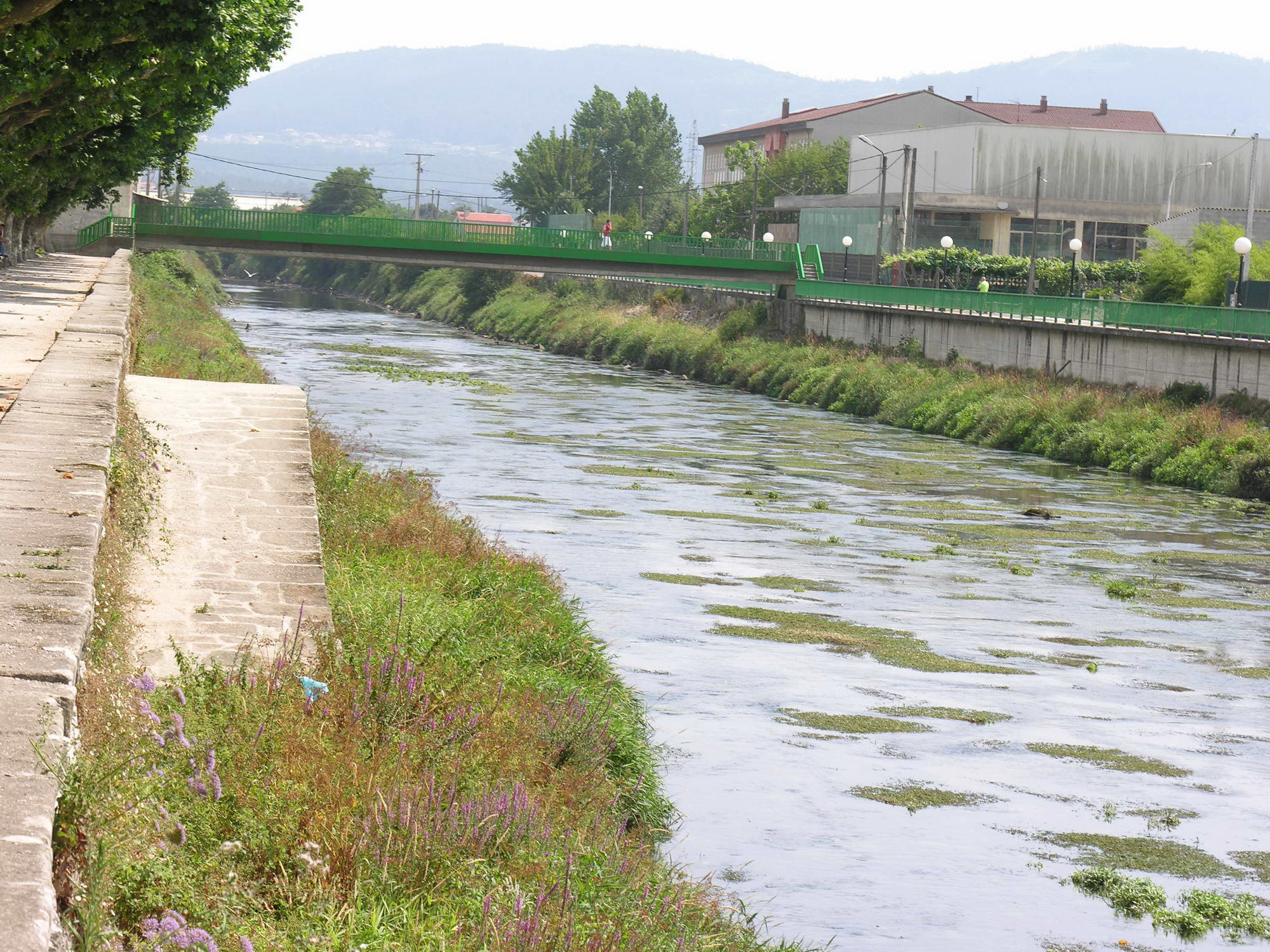
в Падрон
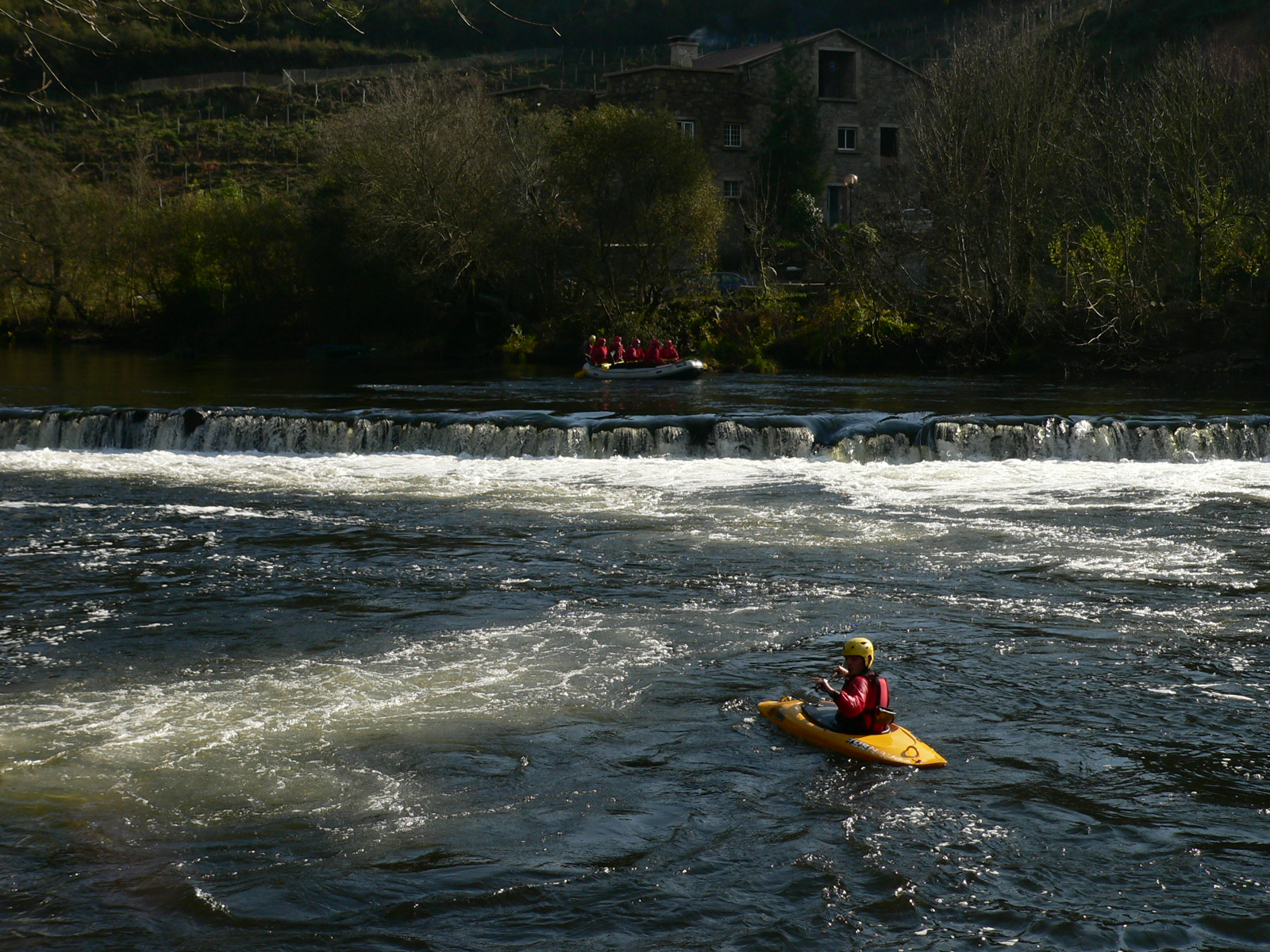
в Падрон
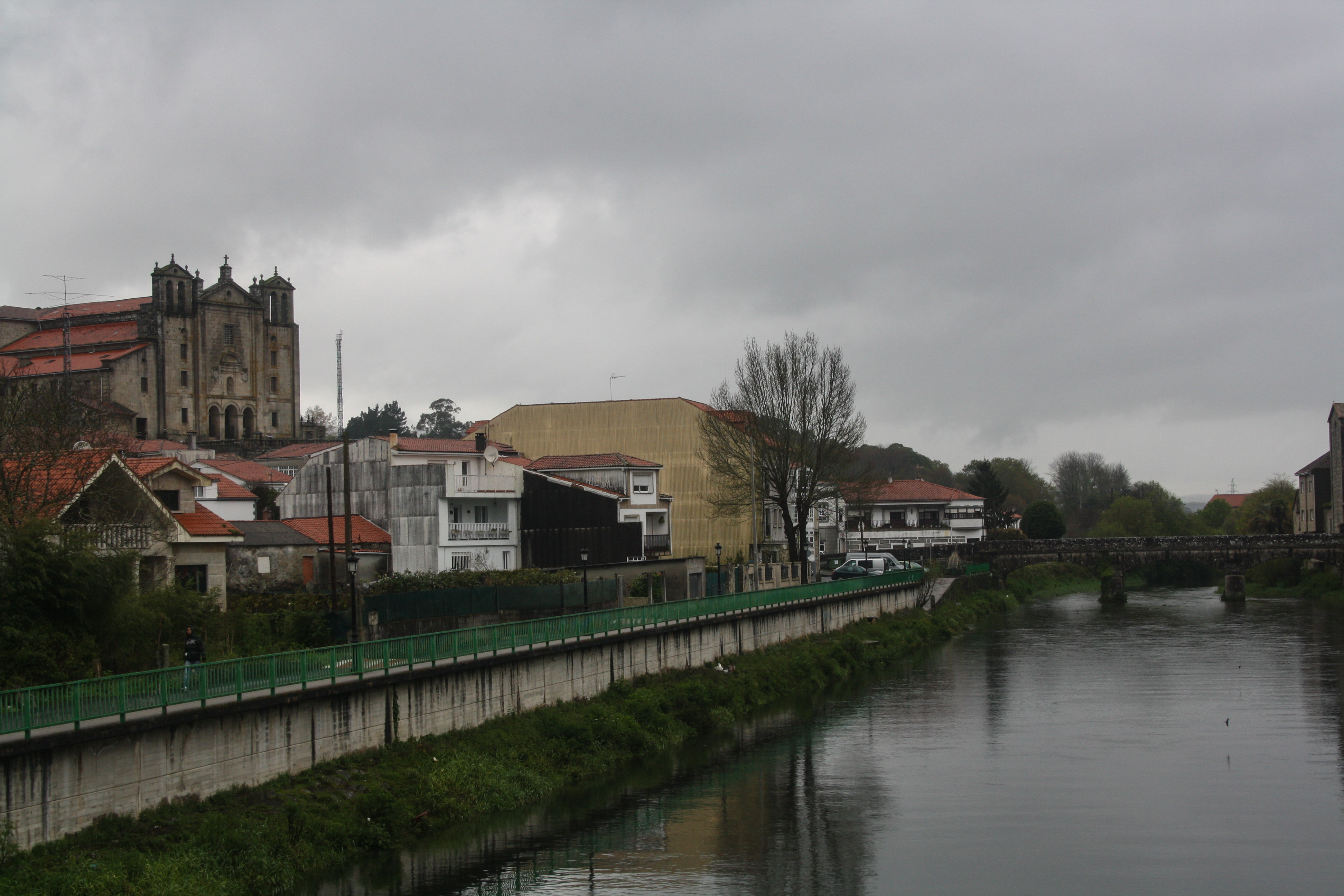
в Падрон
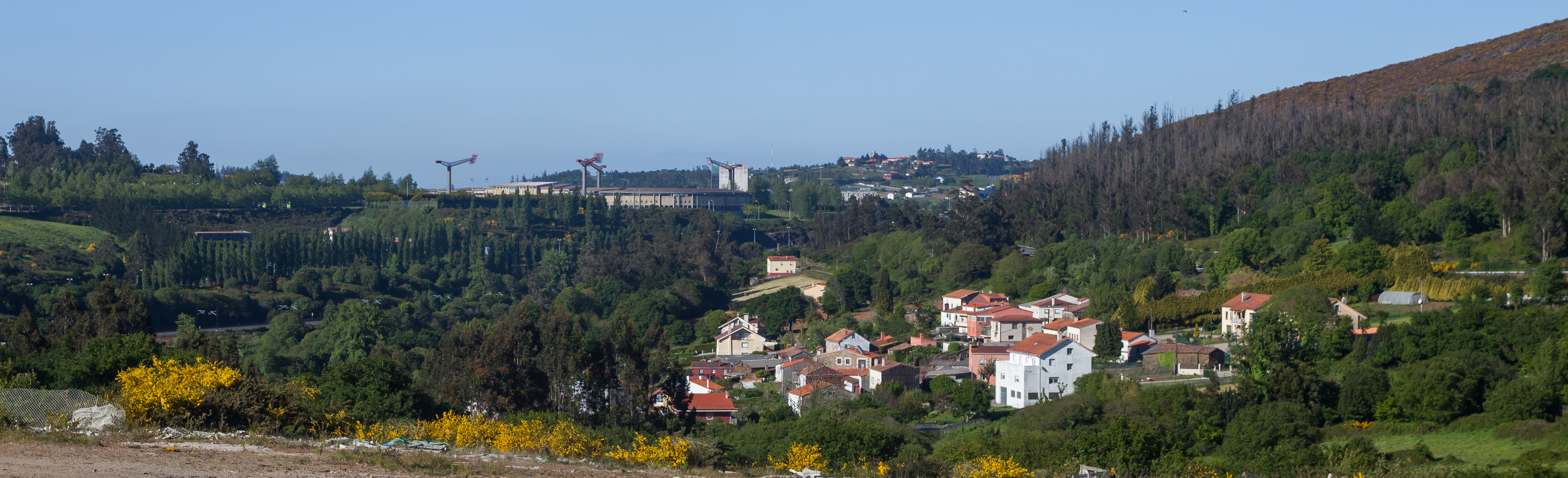
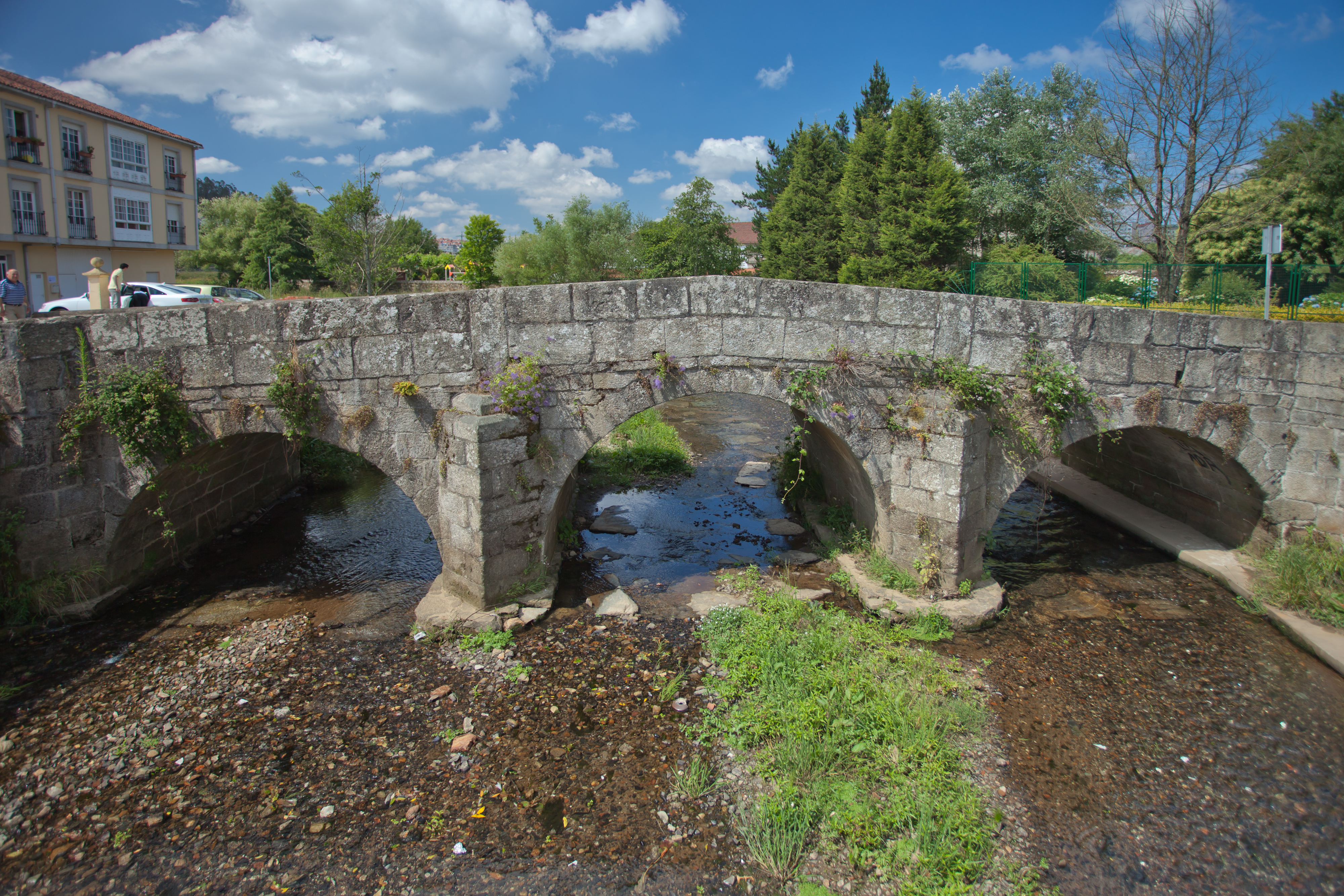
Міст в Саньяго-де Компостела
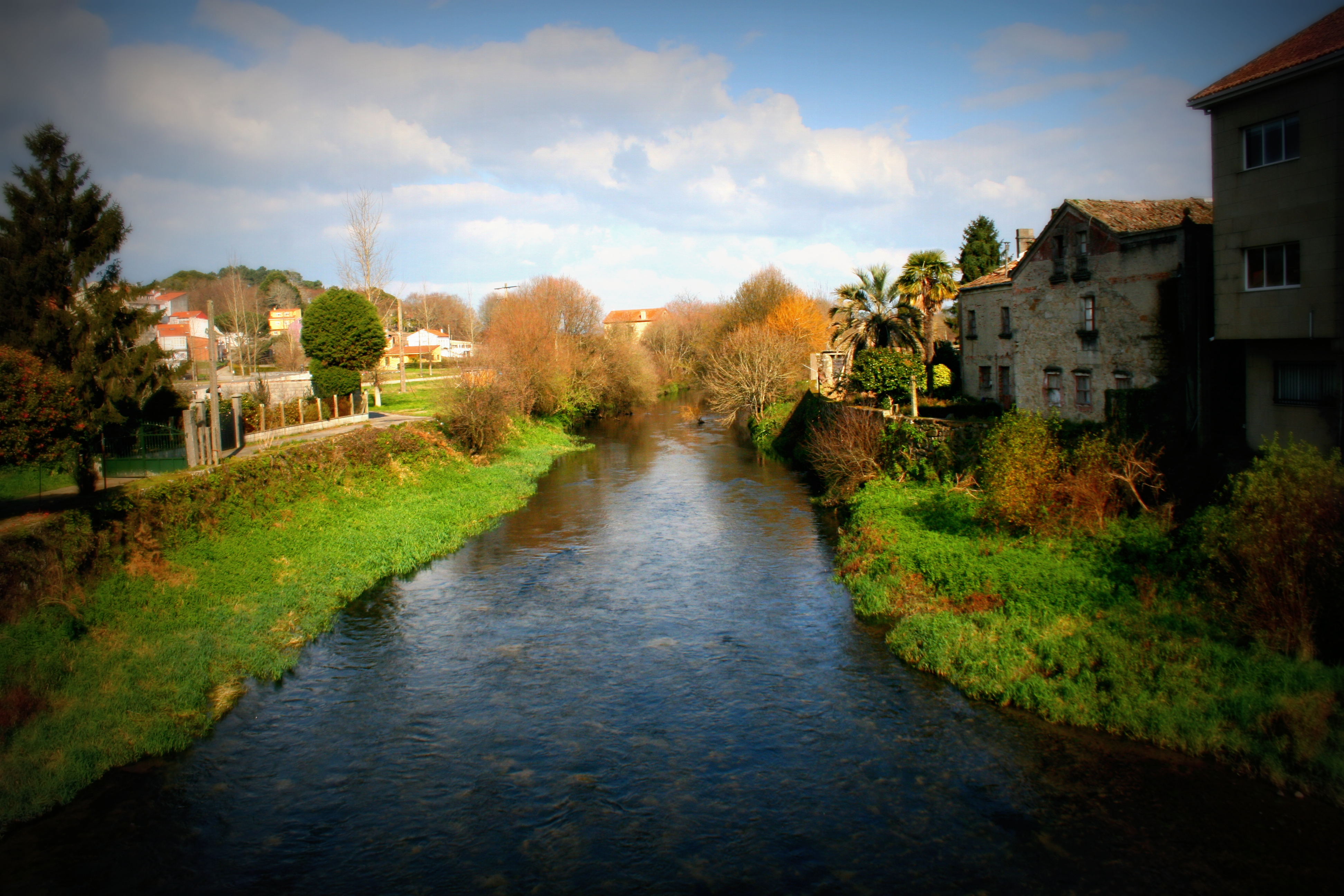
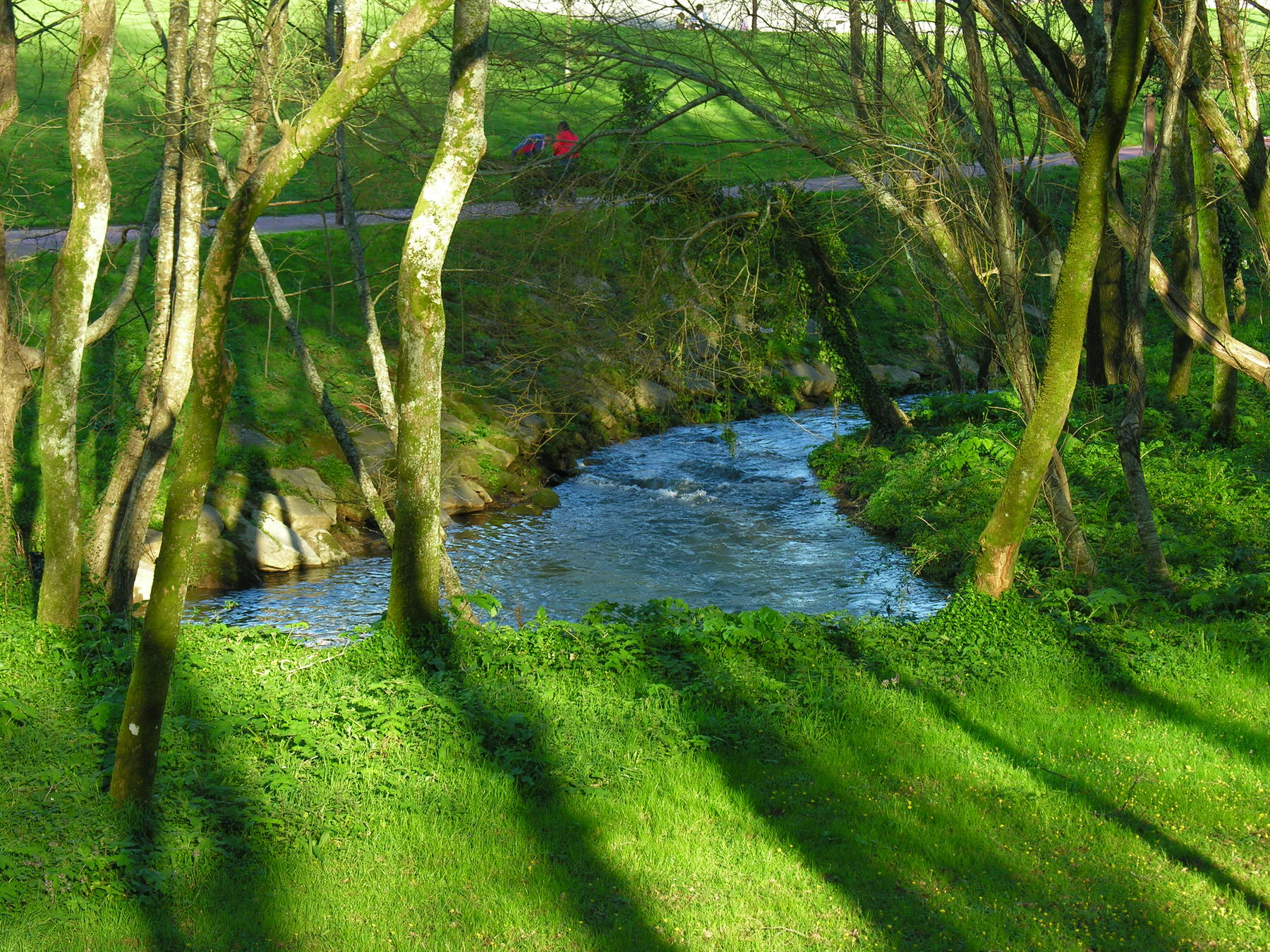
Понтепедріна
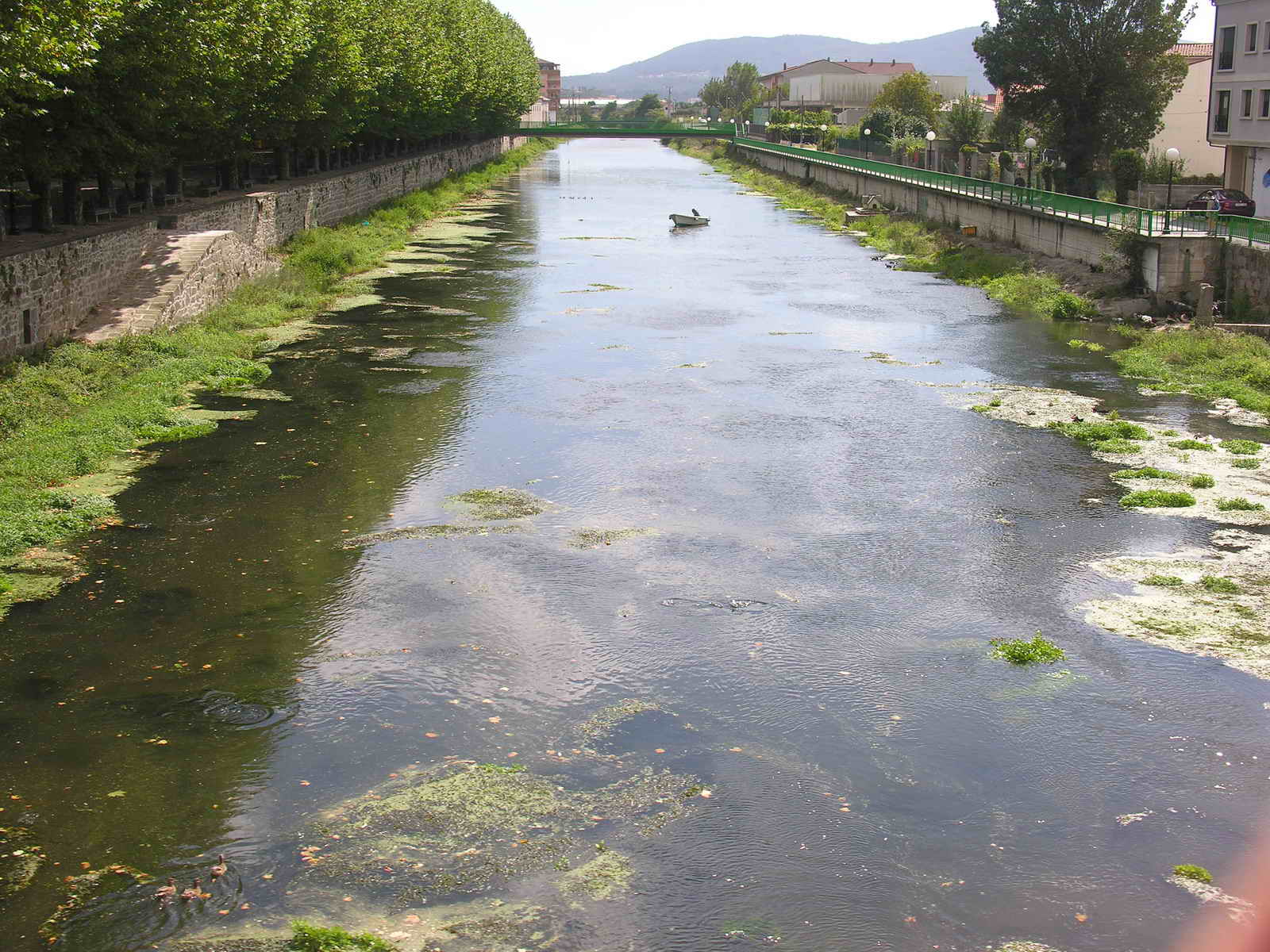
в Падрон
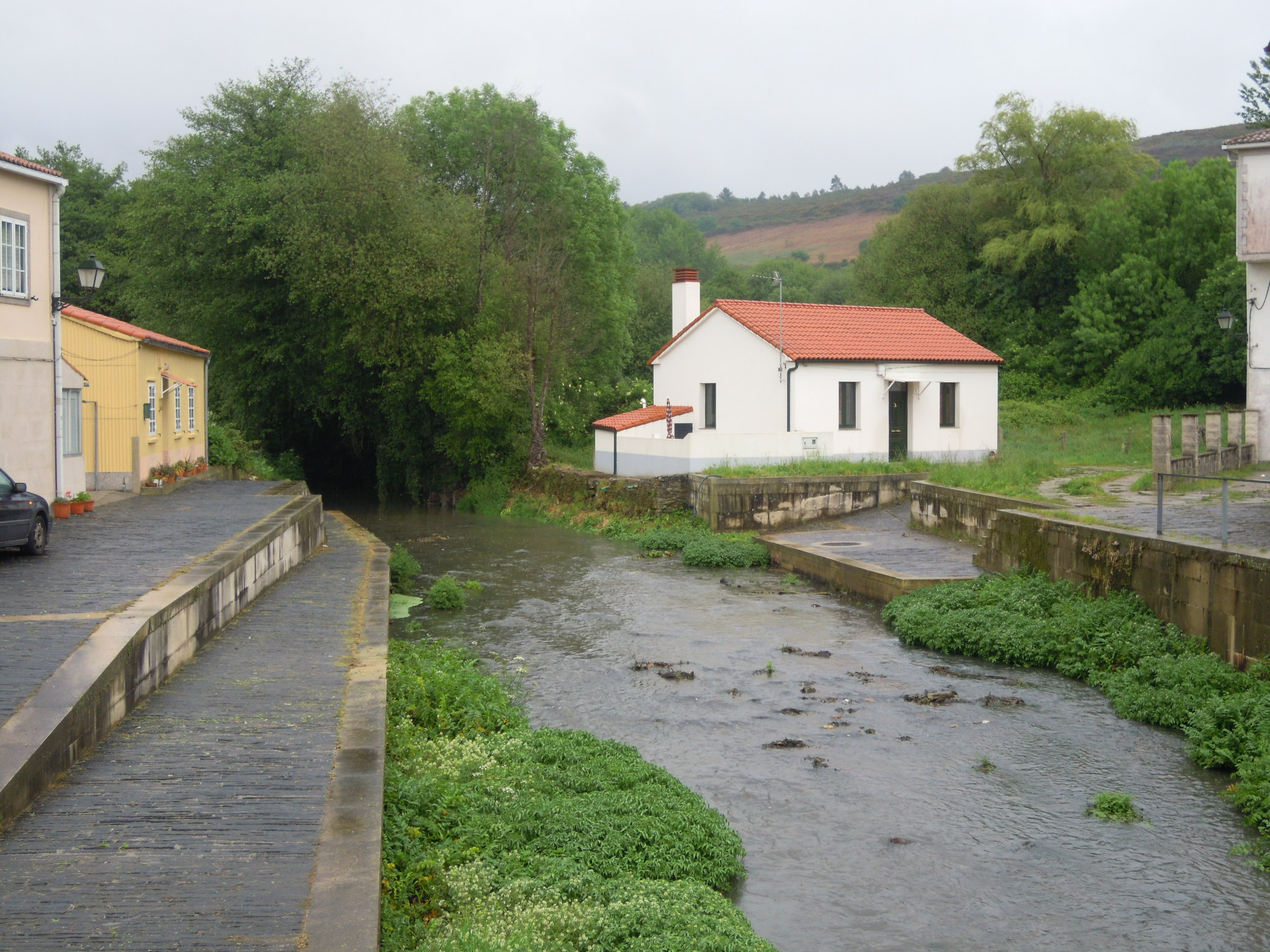
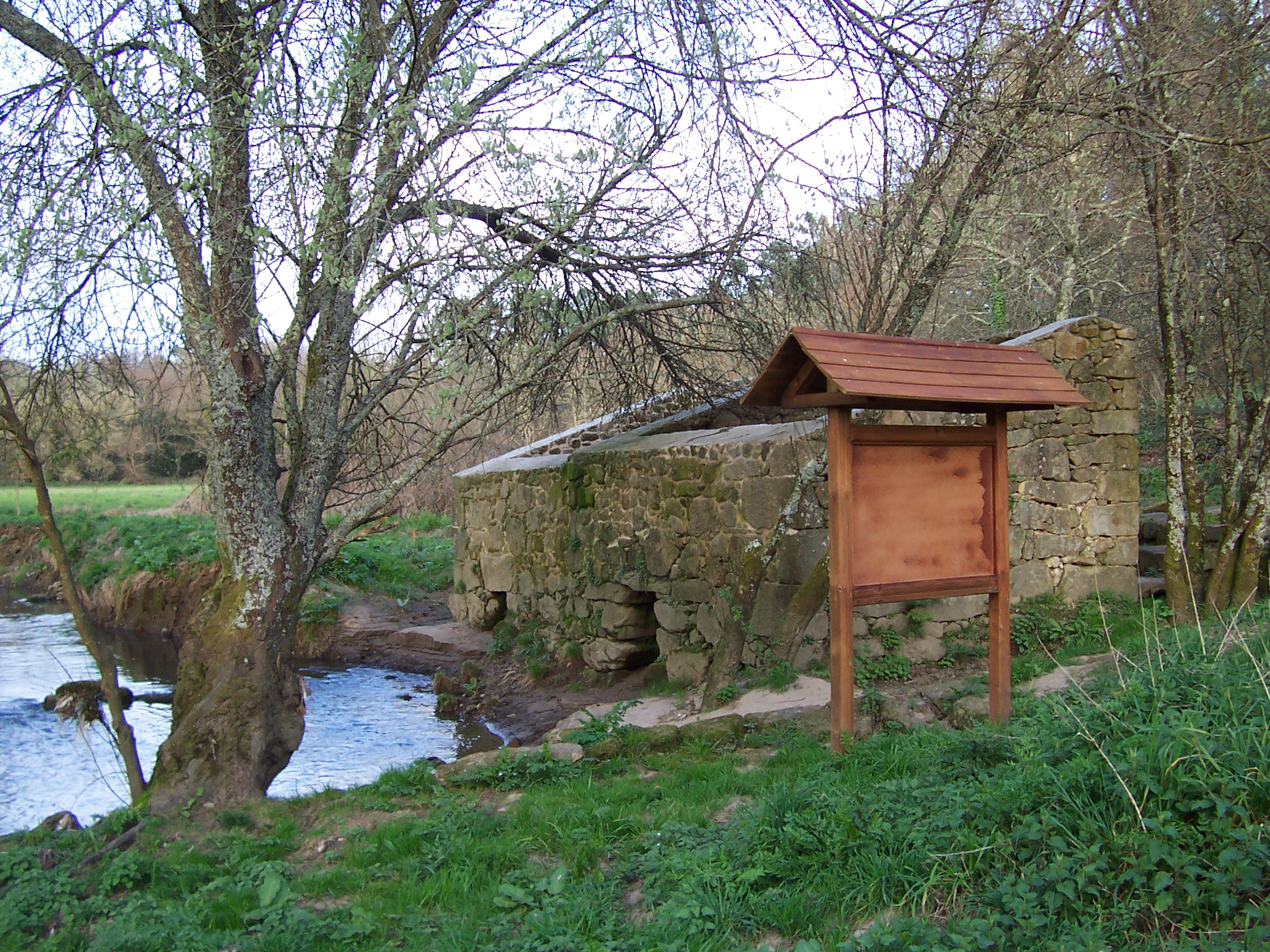